# Сатори (роман)
«Сатори» (англ. Satori, от яп. 悟り, «просветление») — роман американского писателя Дона Уинслоу, изданный в 2011 году, приквел романа Треваньяна «Шибуми» 1979 года. Роман относится к жанрам исторической и детективной прозы и рассказывает об одном из ключевых событий в жизни наёмного убийцы Николая Хела, произошедшем за 20 лет до событий, описанных в романе Треваньяна. В конце февраля 2013 года книга была выпущена в России издательством Астрель.

## Сюжет
Действие романа происходит в 1951 году. Николай Хел, мастер боевых искусств, игрок в го и наёмный убийца, отпущенный из тюрьмы, должен выполнить заказное убийство в Пекине. Это достаточно рискованное, возможно, самоубийственное предприятие, но за выполнение этого заказа американские спецслужбы готовы предоставить ему свободу, деньги и возможность начать жизнь c новым паспортом и личностью. В подготовке к миссии ему помогает француженка Соланж Пикар, в которую Хел влюбляется.

## Информация о книге
Роман «Сатори» был опубликован в 2011 году. Действие в книге происходит в 50-х годах XX века, за 20 лет до событий, описанных в «Шибуми».
Книга поделена на три части, повествование в которых идёт в хронологическом порядке. Названия частей даны в соответствии со странами, в которых происходит действие: 1 часть — Япония, 2 часть — Китай, 3 часть — Вьетнам.
Как и в «Сибуми», в романе «Сатори» в значительной степени присутствуют отсылки к игре го; будучи поклонником произведения Треваньяна, Уинслоу сам научился играть в го и включил в роман множество метафор, связанных с игрой.

## Персонажи
- Николай Хел — главный герой, наёмный убийца, ищущий сатори — просветления и умиротворения. В начале книги выходит из тюрьмы, получает новое имя и внешность для выполнения миссии.
- Соланж Пикар — француженка, также убийца, возлюбленная Хела, помогает ему подготовиться к миссии в Китае. Ближе к финалу книги погибает.
- Хейверфорд — американский военный, предложивший освободить Хела из тюрьмы и нанять его.
- де Ландэ — бельгийский частный детектив, друг Хела.

## Экранизация
В июле 2012 года в одном из интервью Дон Уинслоу заявил, что компания Warner Brothers собирается экранизировать его роман, где главную роль будет играть Леонардо Ди Каприо. Позже автор рассказал, что он работал над сценарием будущего фильма вместе с Шейном Салерно и ещё раз подтвердил кандидатуру Ди Каприо на роль Николая Хела. 18 июля 2012 года на сайте Deadline.com появилась информация о том, что Warner Brothers «собираются в 2013 году начать съёмки шпионского триллера Уинслоу „Сатори“ с Леонардо Ди Каприо в роли убийцы Николая Хела».